# Лабрадор (мінерал)

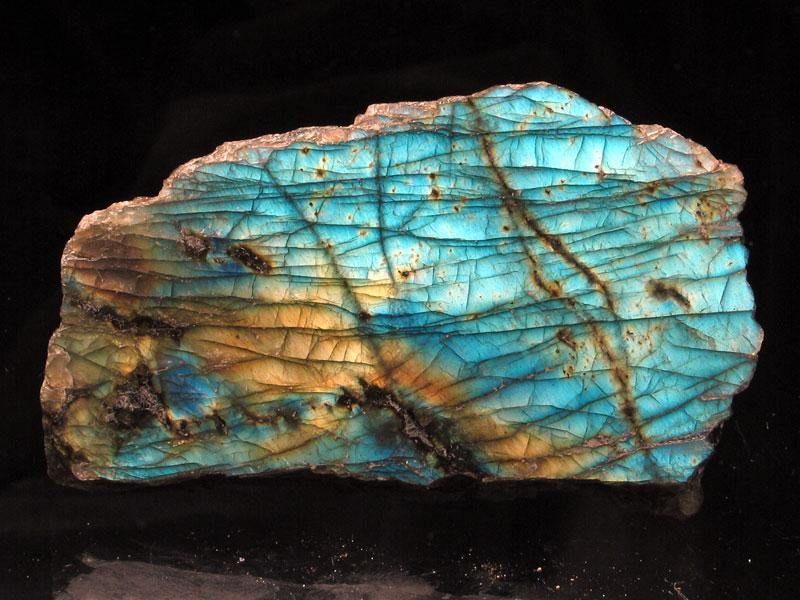
Лабрадор

Лабрадо́р — мінерал класу силікатів, різновид плагіоклазів (№ 50-70).

## Загальний опис
Хімічна формула:  (Ca, Na)[(Al, Si)AlSi2O8]. Склад (в %): Na2O — 3,96; CaO — 10,93; Al2O3 — 26,83; SiO2 — 55,49. Домішки: Fe2O3 (1,6 %), K2O (0,36 %), H2O (0,51 %), MgO (0,15 %). Сингонія триклінна. Густина 2,69. Твердість 6,6-6,75. Колір білий або сірий до чорного. Блиск скляний до перламутрового. Прозорий до напівпрозорого. Спостерігається іризація. Походження магматичне. Лабрадор — широко відомий породоутворювальний мінерал габро, норитів і основних ефузивів; складає анхімономінеральні породи, лабрадорити (з групи анортозитів). Лабрадор відомий на півострові Лабрадор (Канада), у Фінляндії як головний породоутворювальний мінерал лабрадоритів. Добувають лабрадор попутно при розробці родовищ лабрадориту (наприклад, в Коростенському плутоні на Волині, Житомирщині, Україна). Використовують у будівництві. Назва походить від назви півострова Лабрадор (Канада), A.G.Werner, 1780.

## Різновиди
Розрізняють:
- лабрадор-бітовніт (плагіоклаз № 60-70);
- лабрадор каліїстий (різновид лабрадору, який містить 1 % К2О);
- лабрадор оямський (андезин).

## Застосування

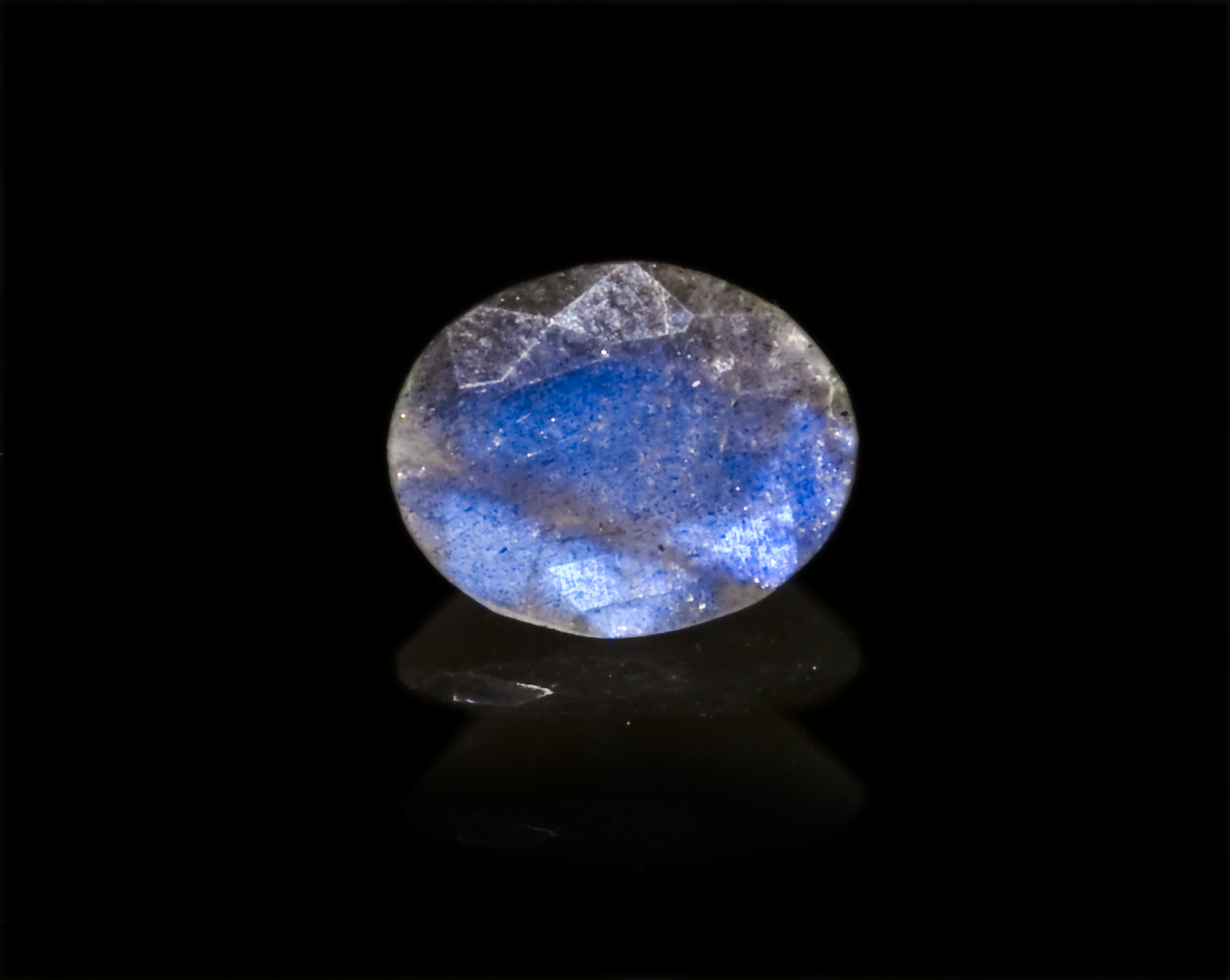
Огранований лабрадор з Бразилії

З кінця XVIII століття є цінним ювелірно-виробним каменем. Застосовується також як облицювальний камінь (наприклад, застосований в оздобленні Мавзолею Леніна).
На полірованій поверхні яскраво виявляється іризація, тому спектроліти використовуються для виготовлення біжутерії та виробів художнього промислу.
Цінуються також мадагаскарські лабрадорити з сильним синім відтінком. Австралійські безбарвні, жовтувато-коричневі прозорі лабрадорити успішно ограновуються.